# Przeczniak
Przeczniak – opuszczona osada mazurska w Polsce położona w województwie warmińsko-mazurskim, w powiecie kętrzyńskim, w gminie Kętrzyn.
W latach 1975–1998 miejscowość administracyjnie należała do województwa olsztyńskiego.
Osada należy do sołectwa Salpik. W roku 2000 mieszkało tu 5 osób.
W miejscowości brak zabudowy.